# Alejo Carpentier
Alejo Carpentier (født 26. december 1904 i Lausanne, død 25. april 1980 i Paris) var cubansk forfatter og musikforsker.
Carpentiers hovedværk er romanen De tabte spor.